# Jiří Skalák
Jiří Skalák (* 12. březen 1992 Pardubice) je český profesionální fotbalista, který hraje na pozici útočníka či křídelníka za český klub SK Dynamo České Budějovice. Mezi lety 2015 a 2018 odehrál také 17 utkání v dresu české reprezentace.
Mimo Česko působil na klubové úrovni na Slovensku a v Anglii.

## Klubová kariéra
Je odchovancem Sparty Praha, kam přišel po letech strávených v mládežnických výběrech Spartaku Sezemice a pardubického Slovanu.

### AC Sparta Praha
Před sezonou 2010/11 se propracoval do seniorské kategorie. Nejprve nastupoval za rezervu a poté za A-tým. V dresu prvního mužstva debutoval 5. srpna 2012 v utkání 1. ligy proti mužstvu 1. FK Příbram (výhra 2:1). Na hřiště přišel v 76. minutě, kdy nahradil Tomáše Přikryla.
Se Spartou postoupil v ročníku 2012/13 do skupinové fáze Evropské ligy UEFA. "Letenský" klub vyřadil ve 3. předkole rakouskou Admiru Wacker Mödling (výhra 2:0 a remíza 2:2), Skalák hrál pouze v odvetě. Ve čtvrtém předkole - play-off si Sparta poradila s nizozemským Feyenoordem Rotterdam, se kterým nejprve remizovala 2:2 a následně jej porazila v poměru 2:0. Sparta Praha byla nalosována do základní skupiny I společně s Olympiquem Lion (Francie), Athleticem Bilbao (Španělsko) a Ironi Kirjat Šmonou (Izrael). 8. listopadu 2012 v odvetě s Ironi Kirjat Šmonou v Izraeli (hrálo se na stadionu v Haifě) nastoupil v 74. minutě na hřiště za Pavla Kadeřábka a byl u remízy 1:1. Sparta si pojistila druhé místo v základní skupině I Evropské ligy 2012/13 za vedoucím Olympique Lyon z Francie. 22. listopadu nastoupil do závěru domácího zápasu s Lyonem, který skončil remízou 1:1. Tento výsledek posunul Spartu Praha již před posledními zápasy základní skupiny do jarní vyřazovací části Evropské ligy z druhého místa (první místo si zároveň zajistil Lyon). Poslední zápas základní skupiny I proti Bilbau absolvoval v základní sestavě 6. prosince 2012, díky remíze 0:0 pražský celek získal ve skupině celkem 9 bodů. Skalák měl i několik šancí, z jedné z nich trefil břevno.
V ročníku 2013/14 získal tým titul, na kterém se Skalák částečně podílel. Celkem za Spartu odehrál 10 ligových zápasů, ve kterých se gólově neprosadil.

### MFK Ružomberok (hostování)
V srpnu 2011 zamířil kvůli větší herní vytíženosti na roční hostování do slovenského mužstva MFK Ružomberok V Ružomberku během 27 střetnutí v lize vstřelil tři branky.

### 1. FC Slovácko (hostování)
Před jarem 2013 odešel na půl roku hostovat do týmu 1. FC Slovácko. V dresu Slovácka nastoupil k devíti utkáním v lize, v nichž gól nevsítil.

### FC Zbrojovka Brno (hostování)
V průběhu ročníku 2013/14 zamířil na roční hostování do Zbrojovky Brno. Za klub odehrál celkem 24 ligovým zápasům, ve kterých třikrát rozvlnil síť.

### FK Mladá Boleslav
V létě 2014 odešel ze Sparty na roční hostování s opcí do mužstva FK Mladá Boleslav. Opačným směrem zamířil na přestup útočník Martin Nešpor. První soutěžní zápas za Boleslav absolvoval 17. července 2014 ve 2. předkole Evropské ligy UEFA 2014/15 proti bosenskému týmu NK Široki Brijeg (výhra 2:1), v utkání vyrovnával na 1:1. Trefil se i v odvetě v Bosně 24. července, kde vstřelil úvodní gól. Udělal kličku brankáři, zasekl si míč a skóroval z úhlu do prázdné brány. Boleslav vyhrála přesvědčivě 4:0 a postoupila do 3. předkola proti Olympique Lyon. 7. dubna 2015 Mladá Boleslav s předstihem uplatnila přestupovou opci a Skalák se v létě 2015 stal kmenovým hráčem týmu. Do týmu přestoupil za 10 milionů Kč. Na jaře 2016 Mladá Boleslav získala domácí pohár, na kterém se Jiří Skalák častačně podílel. Celkem v dresu Boleslavi odehrál 40 střetnutí v lize a dal 12 branek.

### Brighton & Hove Albion FC
V zimním přestupovém období sezony 2015/16 měl o Skalákovi služby zájem klub Queens Park Rangers FC z Anglie. Hráč nakonec přestoupil 1. února 2016 do jiného mužstva z druhé anglické ligy, konkrétně do Brighton & Hove Albion FC, kde podepsal smlouvu na 3,5 roku. Ligový debut v dresu Bringtonu si odbyl 13. 2. 2016 v zápase 31. kola Football League Championship proti Boltonu Wanderers (výhra 3:2), když nastoupil do zápasu jako střídající hráč v poslední minutě. Premiérovou branku ve druhé nejvyšší soutěži vsítil 19. dubna 2016 proti Queens Park Rangers FC (výhra 4:0), do té doby nasbíral šest asistencí na gól. S Bringhtonem bojoval na jaře 2016 v play-off o postup do Premier League. Tým však vypadl hned v semifinále kde jej po prohře 0:2 a remíze 2:2 vyřadil Sheffield Wednesday FC.
Millwall FC
V roce 2018 přestoupil do anglického druholigového klubu Millwall FC. Zde odehrál celkem 29 ligových utkání, ve kterých vstřelil dvě branky.
FK Mladá Boleslav
V únoru 2021 se vrátil do FK Mladá Boleslav, za kterou odehrál celkem 63 ligových utkání s bilancí čtyř vstřelených branek.
SK Dynamo České Budějovice
V srpnu 2023 odešel po vypršení smlouvy jako volný hráč do SK Dynamo České Budějovice, kde podepsal smlouvu na jeden rok s dvouletou opcí na prodloužení.

## Reprezentační kariéra

### Mládežnické výběry
Jiří Skalák byl mládežnickým reprezentantem ČR, začínal v kategorii do 16 let.
S reprezentací do 19 let získal stříbrné medaile na mistrovství Evropy hráčů do 19 let 2011 v Rumunsku po finálové porážce 2:3 po prodloužení se Španělskem.

Od roku 2012 nastupoval za českou jedenadvacítku. Zúčastnil se domácího Mistrovství Evropy hráčů do 21 let 2015 konaného v Praze, Olomouci a Uherském Hradišti.

### A-mužstvo
V A-mužstvu České republiky debutoval pod trenérem Pavlem Vrbou 3. září 2015 v kvalifikačním utkání na EURO 2016 v Plzni proti týmu Kazachstánu (výhra 2:1). Nastoupil v základní sestavě. S českým týmem slavil postup na EURO 2016 ve Francii.
Trenér Vrba jej zařadil do závěrečné 23členné nominace na EURO 2016 ve Francii. V základní skupině D nastoupil do jediného zápasu: proti Chorvatsku (remíza 2:2). Český tým obsadil se ziskem jediného bodu poslední čtvrté místo skupiny a do osmifinále nepostoupil.

### Reprezentační zápasy
Zápasy Jiřího Skaláka v A-týmu české reprezentace
| 2015                 | 5  | 0 |
| 2016                 | 11 | 0 |
| 2017                 | 0  | 0 |
| 2018                 | 1  | 0 |
| Celkem               | 17 | 0 |
| Platí k 16. 11. 2018 |    |   |